# Ольховець (Красноставський повіт)
Ольховець (пол. Olchowiec) — село в Польщі, у гміні Жулкевка Красноставського повіту Люблінського воєводства.
Населення — 121 особа (2011).
У 1975-1998 роках село належало до Замойського воєводства.

## Демографія
Демографічна структура станом на 31 березня 2011 року:
|          | Загалом | Допрацездатний вік | Працездатний вік | Постпрацездатний вік |
| -------- | ------- | ------------------ | ---------------- | -------------------- |
| Чоловіки | 60      | 5                  | 42               | 13                   |
| Жінки    | 61      | 8                  | 30               | 23                   |
| Разом    | 121     | 13                 | 72               | 36                   |